# Эхекратид II
Эхекратид II (др.-греч. Έχεκραττίδας) — фессалийский правитель (царь или таг) в первой половине V века до н. э. из рода Эхекратидов.

## Биография
О фессалийском царе Эхекратиде II известно из сообщения в «Истории» Фукидида.
Предполагается, что столицей владений Эхекратидов была Фарсала.
По замечанию Б. М. Никольского, во время правления Эхекратида II Фессалия заключила сохранявший свою силу ещё в 457 году до н. э. альянс с Афинами, когда между афинянами и спартанцами произошла битва при Танагре, во время которой фессалийцы изменили своим союзникам.
Сыном Эхекратида II был Орест, изгнанный из страны ранее 454 года до н. э., которого афиняне безуспешно пытались вернуть обратно.
Возможно, царь Эхекратид II тождественен одноимённому олимпионику 464 года до н. э..